# Elisabeth Alenmalm
Britt Elisabeth Alenmalm, gift Åkesson 1973, född 26 juli 1949 i Sköns församling, Västernorrlands län, död 16 juli 1995 i Västerås Badelunda församling, Västmanlands län, var en svensk friidrottare (diskuskastning). Alenmalm tävlade för IFK Kristinehamn. Hon är begravd på Badelunda kyrkogård.